# 霍懋征
霍懋征（1921年9月18日—2010年2月11日），女，山东济南人，中华人民共和国教育家、首批特级教师、北京第二实验小学原副校长。同時也是中国民主促进会中央委员会原常务委员，第五届全国政协委员，第六、七、八届全国政协常务委员。

## 生平
1943年毕业于北京师范大学数理系，自愿赴国立北京师范大学附属第二小学（即北京第二实验小学）任教。